# جامعة روجر ويليامز
جامعة روجر ويليامز (تُعرف اختصارًا باسم RWU) هي جامعة خاصة في بريستول، رود آيلاند. تأسست في عام 1956، سميت على اسم عالم اللاهوت وأحد مؤسسي رود آيلاند روجر ويليامز. تسجل المدرسة أكثر من 5000 طالب وتوظف أكثر من 480 من أعضاء هيئة التدريس.

## التاريخ
يعود تاريخ عمل الجامعة إلى عام 1919، عندما افتتحت جامعة نورث إيسترن في بوسطن، ماساتشوستس، فرعًا لها في مبنى جمعية الشبان المسيحية في بروفيدنس، رود آيلاند. في عام 1940، بدأ مجلس إدارة جامعة روجر ويليامز في إدارة المدرسة، ومنح معهد جامعة روجر ويليامز درجات الزمالة الأولى في عام 1948. في عام 1956، حصل المعهد على ميثاق الدولة ليصبح مؤسسة لمدة عامين تمنح درجة علمية تحت اسم كلية روجر ويليامز جونيور (بالإنجليزية: Roger Williams Junior College)‏.
خلال الستينيات، بدأت كلية روجر ويليامز في منح درجات البكالوريوس. في حاجة إلى حرم أكبر، اشترت الكلية 80 أكر (32 ها) من أرض الواجهة البحرية ونقل الحرم الجامعي الرئيسي إلى بريستول في عام 1969. (تواصل جامعة روجرز ويليامز تشغيل فرع جامعي في بروفيدنس.) في عام 1989، بدأ الرئيس الجديد الدكتور ناتالي سيكورو خطة روجر ويليامز للتسعينيات، وأصبح في الوقت نفسه رئيسًا لمدرسة روجر ويليامز للقانون المنشأة حديثًا، وفي عام 1992، قاد تغيير اسم كلية روجر ويليامز إلى روجر ويليامز جامعة. احتفلت جامعة روجرز ويليامز بعيدها الخمسين في عام 2006.
تم تعيين يوانيس مياوليس الرئيس الحادي عشر لجامعة روجر ويليامز في عام 2019. شغل الرئيس مياوليس سابقًا منصب رئيس ومدير متحف بوسطن للعلوم منذ عام 2003 وجلب فلسفة ستيم إلى الجامعة حيث يسعى إلى توجيه مهمة الجامعة والتزامها في توفير تعليم متميز من خلال التعلم المجتمعي والمنح الدراسية المدنية.
في عام 2012، بدأت جامعة روجر ويليامز تجميدًا للرسوم الدراسية بحيث يضمن لجميع الطلاب الجدد عدم زيادة رسومهم الدراسية خلال السنوات الأربع القادمة. جددت الجامعة هذا الوعد لجميع الطلاب الجدد الذين دخلوا في خريف عام 2015. نتيجة لهذا البرنامج، ازداد الالتحاق بالجامعة باطراد، بينما انخفض الالتحاق بالعديد من المؤسسات النظيرة. في عام 2019، أنهت الجامعة هذه السياسة.

## أكاديميون
تسجل جامعة روجر ويليامز ما يقرب من 3800 طالب جامعي و 850 طالب دراسات عليا في ثماني مدارس. تقدم هذه المدارس أكثر من 50 تخصصًا في الفنون الحرة ودرجات مهنية، مثل القانون والهندسة المعمارية وإدارة البناء والحفاظ على التاريخ. تبلغ نسبة الطلاب إلى أعضاء هيئة التدريس بالجامعة 14: 1 بينما تضم نصف الفصول الدراسية تقريبًا أقل من 20 طالبًا.
أكبر التخصصات هي الأعمال والإدارة والتسويق (24٪)؛ العمارة (10٪)؛ الأمن وإنفاذ القانون والخدمات الوقائية ذات الصلة (9٪)؛ الاتصال والصحافة (8٪)؛ وعلم النفس (7٪).
لدى جامعة روجر ويليامز العديد من برامج الدرجات العلمية الفريدة:
- برنامج البيولوجيا البحرية: يقدم درجة البكالوريوس في علم الأحياء البحرية، وهو واحد من حوالي خمسة عشر في البلاد.[9]
- برنامج العمارة: واحد من عدد قليل من برامج الماجستير في الهندسة المعمارية في بيئة الفنون الحرة التقليدية. [10]
- برنامج الحفظ التاريخي: يعد برنامج برنامج الحفظ التاريخي واحدًا من سبعة برامج متوفرة في البلاد، ويعد برنامج الماستر في الحفظ التاريخي (بالإنجليزية: MS in Historic Preservation)‏ واحدًا من حوالي 35 برنامجًا متوفرًا في البلاد.[11]
- برنامج إدارة البناء: يقدم بكالوريوس في إدارة البناء (CM). تم اعتماد برنامج إدارة البناء في جامعة روجرز ويليامز من قبل المجلس الأمريكي لتعليم البناء (ACCE) وعضو في المنطقة الشمالية الشرقية لـ ASC (المنطقة 1).
- برنامج القانون: يتوفر دكتور في القانون فقط في رود آيلاند؛ تقدم درجة الماجستير في القانون (MSL).

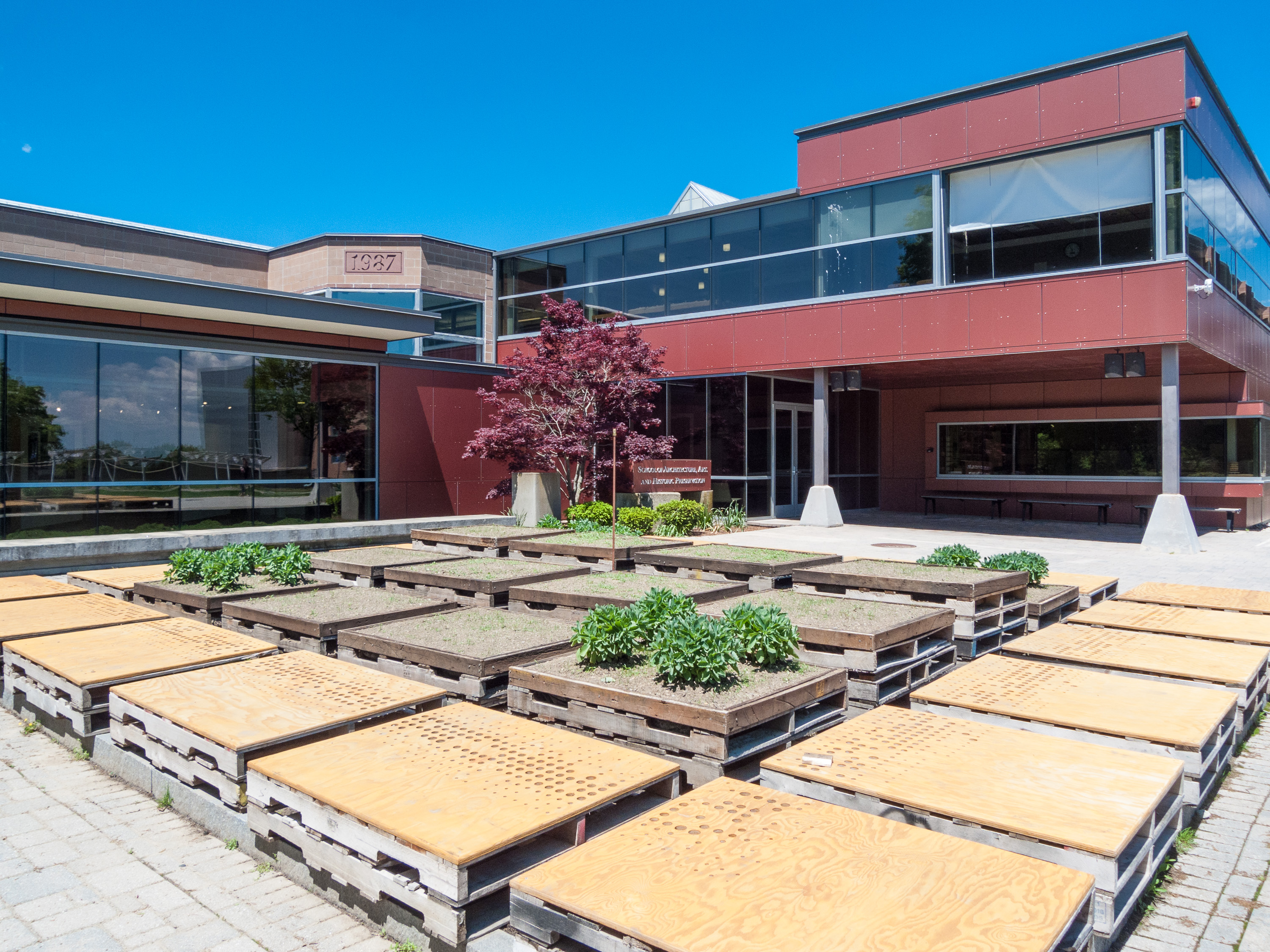
مدرسة الفنون والعمارة والمحافظة على التاريخ

## الحياة الطلابية
يعيش ما يقرب من 63٪ من الطلاب في الحرم الجامعي. 88٪ من الطلاب يذهبون إلى المدرسة بدوام كامل. حوالي 14٪ لديهم دخل عائلي أقل من 40 ألف دولار. 75٪ من الطلاب من البيض، و 5٪ من أصل لاتيني، و 2٪ أمريكيون من أصل أفريقي، أقل من 1٪ من الطلاب هم من أعراق أو أعراق أخرى.

تنشر صحيفة الحرم الجامعي هوكس هيرالد (بالإنجليزية: The Hawks Herald)‏، ما يقرب من 20 عددًا في العام الدراسي. محطة راديو FM، دبليو كيو آر آي 88.3، تلعب كل شيء من بديل الكلية إلى موسيقى الهيب هوب. تلعب الفرق الرياضية العشرون بالكلية في المستوى الثالث كأعضاء في مؤتمر ساحل الكومنولث.

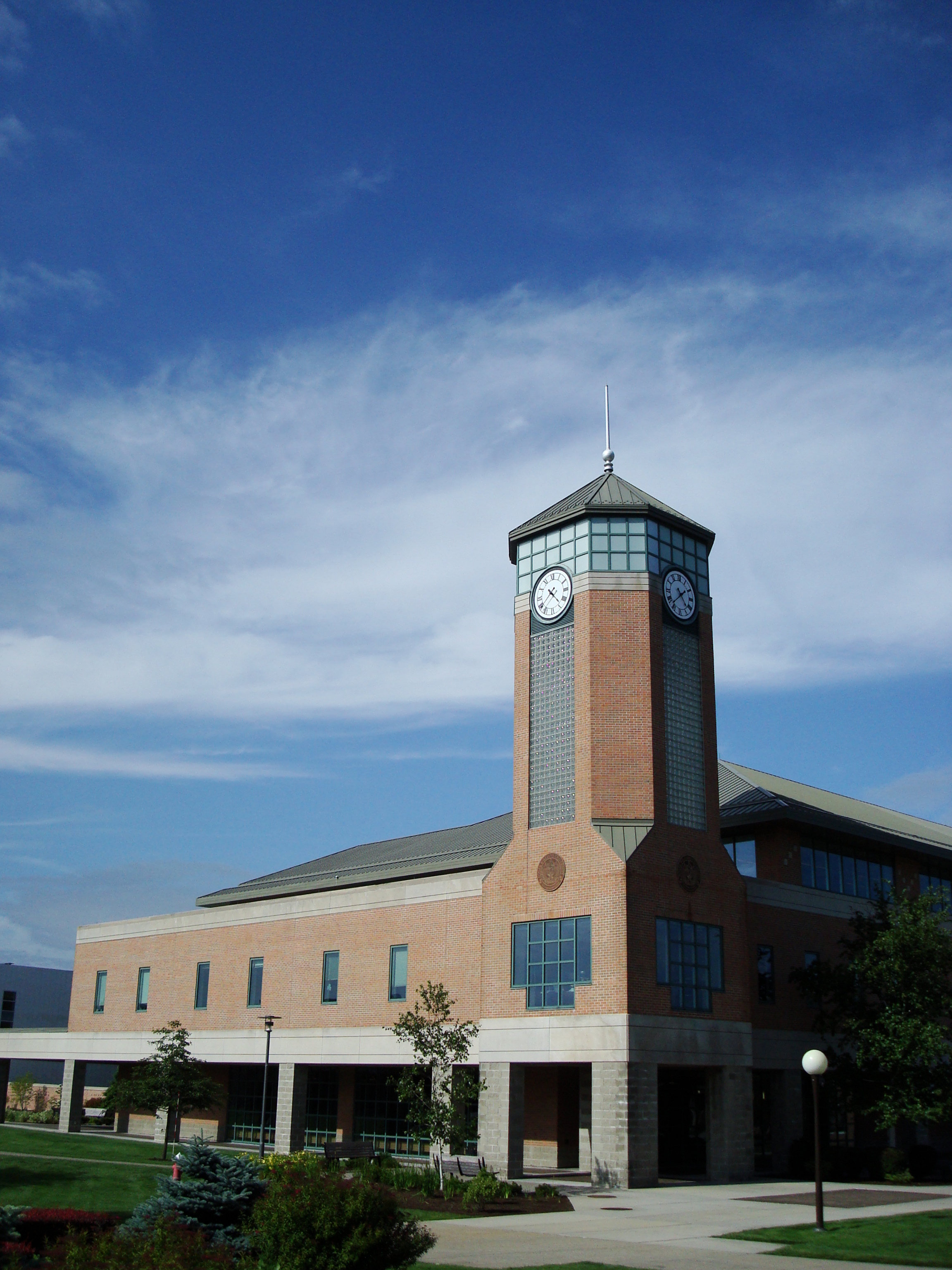
برج الساعة بمكتبة الجامعة
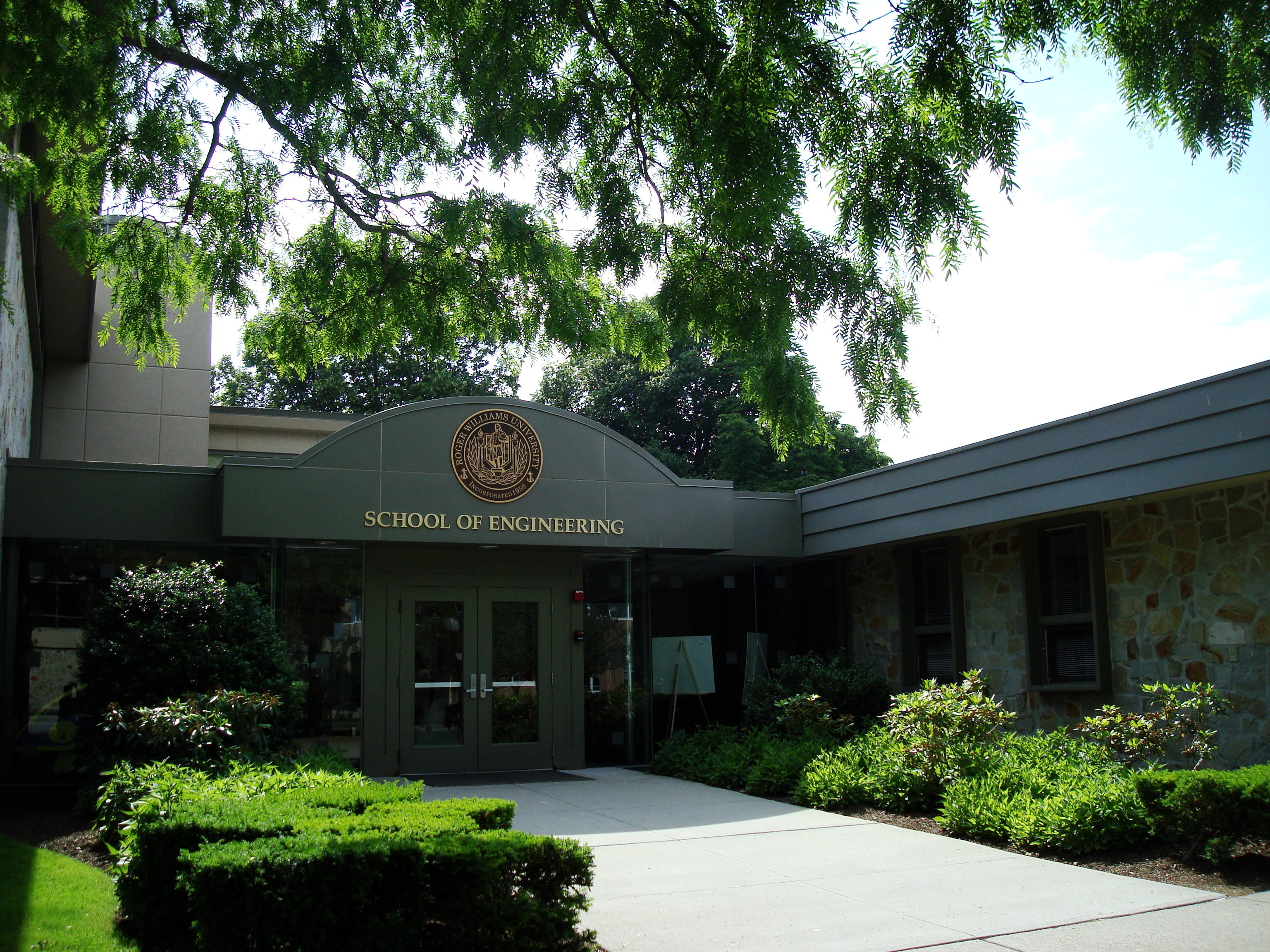
كلية الهندسة
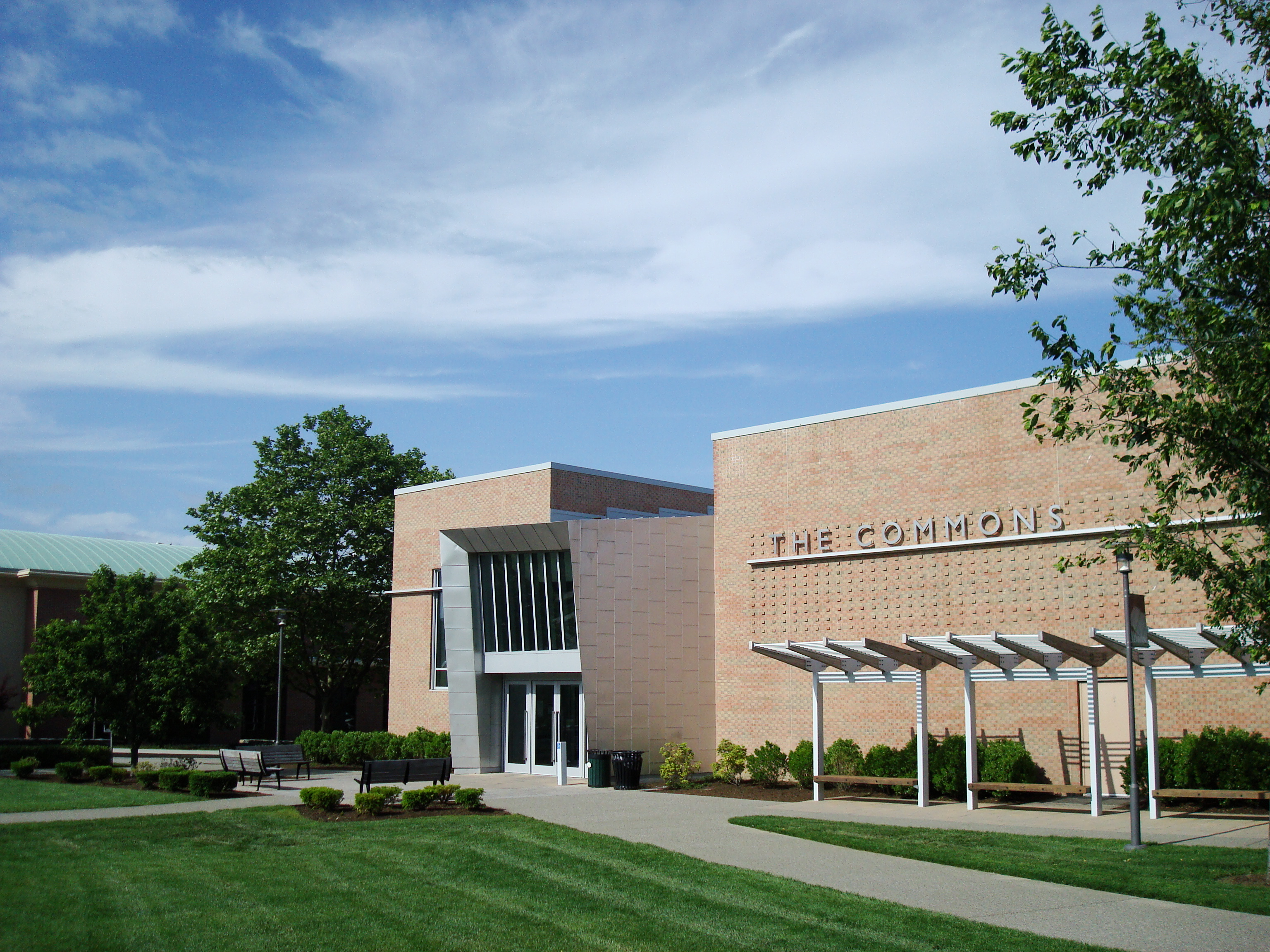
RWU Commons
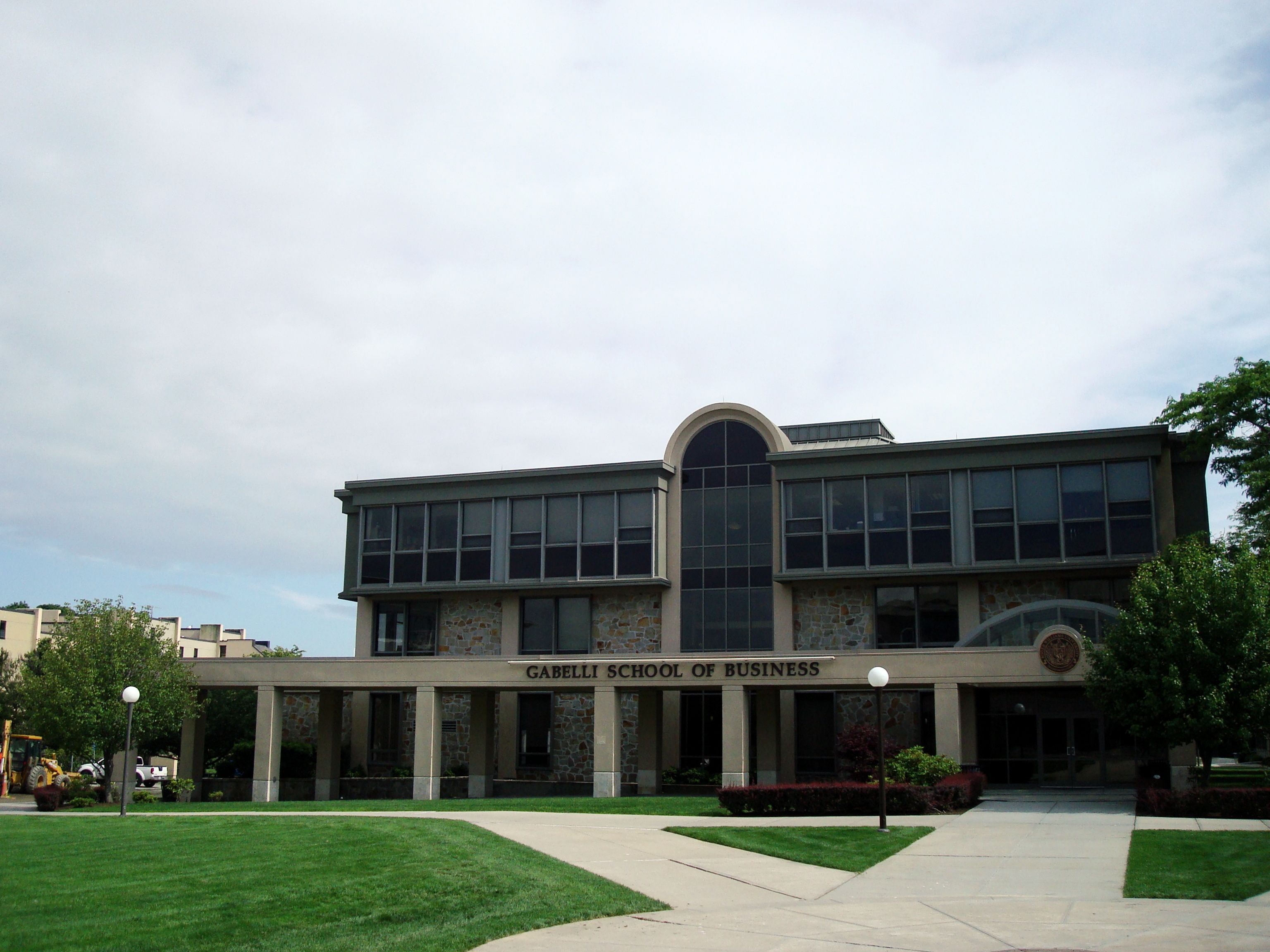
مدرسة جابيلي للأعمال

## ألعاب القوى
تشارك فرق جامعة روجر ويليامز كعضو في القسم الثالث من الرابطة الوطنية لألعاب القوى بالإضافة إلى فريق الإبحار المختلط، وهو القسم الأول ويحتل حاليًا المرتبة السادسة في تصنيفات كلية عالم الإبحار. معظم الصقور هم أعضاء في مؤتمر ساحل الكومنولث (CCC)، باستثناء فريق السباحة والغطس، الذين يتنافسون في جمعية السباحة والغوص بين الكليات في نيو إنجلاند (NEISDA).
تشمل الرياضات الرجالية:
- البيسبول
- كرة سلة
- عبر البلاد
- الجولف
- لاكروس
- بولو
- كرة القدم
- السباحة والغوص
- تنس
- حقل المسار
- مصارعة

تشمل الرياضات النسائية:
- كرة سلة
- عبر البلاد
- الهوكي
- لاكروس
- بولو
- كرة القدم
- الكرة اللينة
- السباحة والغوص
- تنس
- حقل المسار
- الكرة الطائرة

تشمل الرياضات المختلطة:
- الفروسية
- إبحار

لا تمتلك الجامعة مسارًا وميدانًا، ولذلك تستخدم مدرسة بورتسموث الثانوية القريبة في بورتسموث، رود آيلاند.

## السمعة وثقافة الحرم الجامعي
أنشأت الجامعة برنامجًا في الخطاب المدني، بما في ذلك مجلة العقل والاحترام (بالإنجليزية: Reason and Respect)‏، والتي جلبت متحدثين مثل سلمان رشدي، ديفيد جيرغن، الوزير الأول والحائز على جائزة نوبل ديفيد تريمبل، خالد حسيني، مؤلف كتاب عداء الطائرة الورقيّة، بوب جيلدوف، وغيرها إلى الحرم الجامعي. أنشأت الجامعة حرم جامعي في لندن وفلورنسا. تتعاون مع المؤسسات الشقيقة في فرنسا والبرازيل وفيتنام وهونغ كونغ؛ يضم مجموعة واسعة من فرص الدراسة بالخارج تشمل أكثر من 30 دولة؛ وهي موطن لمركز المشاريع الكلية والدبلوماسية، الذي يجمع الهندسة والهندسة المعمارية والتكنولوجيا والتنمية الاقتصادية والعلاقات الدولية لغرض مشترك. علاوة على ذلك، تم الاعتراف بها مؤخرًا كعضو غير حكومي في الأمم المتحدة.

## خريجون بارزون
- تيم باكستر، رئيس مجلس الإدارة 83، والرئيس والمدير التنفيذي السابق لشركة سامسونج للإلكترونيات أمريكا الشمالية (بالإنجليزية: Samsung Electronics North America)‏.[16]
- آدم برافير، كاتب
- روبرتو داسيلفا، أول عمدة لمنطقة إيست بروفيدنس، رود آيلاند
- إدوارد "تيد" ديلاني
- جيمس نوتال، جيش الولايات المتحدة واء الذي شغل منصب نائب مدير الحرس الوطني التابع للجيش ونائب قائد الجيش الأول
- جو بوليسينا، عضو سابق في مجلس شيوخ ولاية رود آيلاند وعمدة جونستون، رود آيلاند
- جيري ريمي،[17] مذيع بوسطن ريد سوكس ولاعب MLB السابق
- بوب وايلي، مدرب خط هجوم اتحاد كرة القدم الأميركي السابق
- يونيو سبيكمان،[18] عضو مجلس النواب في رود آيلاند
- كريس سبارلينج، كاتب السيناريو والمخرج

## أحداث بارزة
في 21 سبتمبر 2017، تم تكريم ذا بيتش بويز (بالإنجليزية: The Beach Boys)‏ من قبل جامعة روجر ويليامز ومؤرخو الموسيقى جوميز وكوني واتروس ذات الضوضاء الكبيرة (بالإنجليزية: Connie Watrous of Big Noise)‏. تم كشف النقاب عن اللوحات للاحتفال بحفل الفرقة الموسيقية في 22 سبتمبر 1971 في بايبوينت إن آند كونفرنس سنتر في بورتسموث، رود آيلاند. كانت أهمية الحفل الموسيقي عام 1971 هو الظهور الأول من نوعه لجنوب إفريقيا ريكي فتار كعضو رسمي في الفرقة والفلبيني بيلي هينش كعضو متجول، مما أدى بشكل أساسي إلى تغيير تشكيلة فرقة ذا بيش بويز الحية والتسجيلية إلى مجموعة متعددة. - مجموعة ثقافية. أدى هذا إلى تحول الفرقة إلى فترة إبداعية أساسية ومهمة من 1972 إلى 1973 والتي تضمنت تسجيل فيلمهم الشهير «هولاند» الذي نال استحسان النقاد، ومجلة رولينج ستون التي أطلقت عليهم لقب «فرقة العام». التنوع هو عقيدة جامعة روجر ويليامز، ولهذا السبب اختاروا الاحتفال بهذه اللحظة في تاريخ الفرقة.